# Böhm Károly (filozófus)
Böhm Károly (Besztercebánya, 1846. szeptember 17. – Kolozsvár, 1911. május 19.) filozófus, egyetemi tanár, az MTA tagja (levelező tag 1896; rendes tag 1908). Iskolateremtő filozófus.

## Életpályája
Pozsonyban, Göttingenben, majd Tübingenben és Berlinben tanult, Rudolf Hermann Lotze és Heinrich Ritter német filozófusok tanítványaként.
1870-től a Pozsonyi Evangélikus Líceumban, 1873-tól a budapesti evangélikus gimnáziumban tanított, a gimnáziumnak 1883-tól igazgatója volt. 1896-tól a kolozsvári egyetemen a filozófia nyilvános rendes tanára. 1881-ben megindította és négy éven át szerkesztette a Magyar Philosophiai Szemlét, amelybe számos tanulmányt írt.
Tanárként és előadóként nagy hatással volt a kolozsvári egyetemen tanuló diákokra. Filozófiai iskolát teremtett (Tankó Béla, Varga Béla, Bartók György stb.).
Szubjektív-idealista gondolkodó volt, egy időben Kant filozófiája és Comte pozitivizmusa hatott rá, majd egyre inkább Johann Gottlieb Fichte német filozófus követője lett. Az értékelmélet területén önálló filozófiai rendszert teremtett.
Napjainkban műveinek elektronikus formában való közreadása és a róla szóló irodalom reneszánszát éli.

## Emlékezete

Emlékplakett Kolozsváron

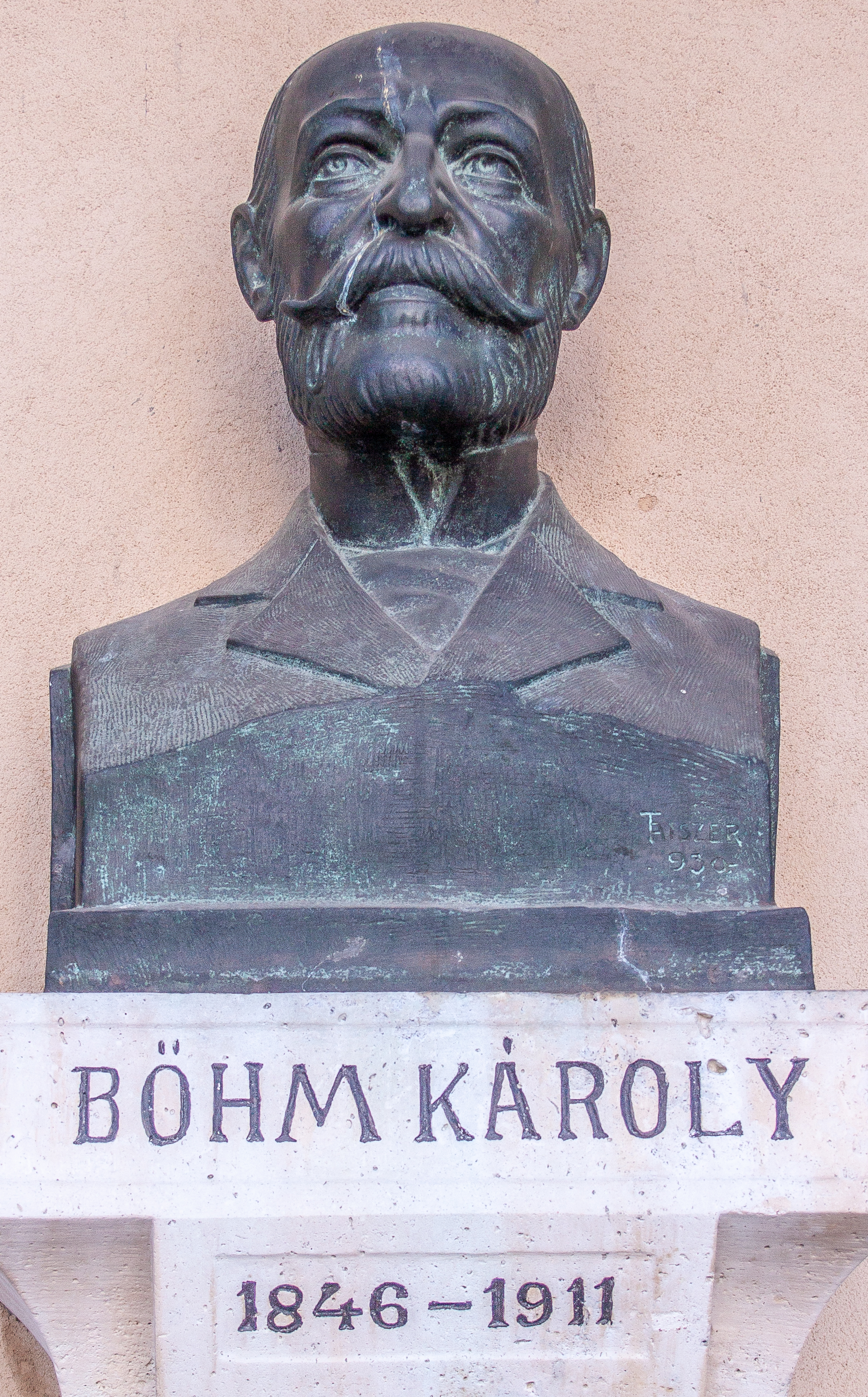
Mellszobra a szegedi Dóm téren

- A Mikes International Alapítvány 2006-ban díjat alapított az egyetemes magyar filozófiai kultúra előmozdítása érdekében. A díj névadói a Kolozsvári Filozófiai Iskola két kiemelkedő alakja: Böhm Károly, a magyar filozófia megalapítója és egyik legkiválóbb tanítványa, Málnási Bartók György.[3]
- 2012. január 21-én Kolozsvárott az evangélikus egyház tulajdonát képező ingatlan (Kossuth Lajos/1989. december 21-e utca 1. szám) udvarán leleplezték Böhm Károly emléktábláját, Kolozsi Tibor szobrászművész alkotását.[4]

## Művei (válogatás)
- A lényeg formaisága (Budapest, 1881)
- Az ember és világa. I-III. köt. (Budapest – Kolozsvár, 1883-1906. 1911-ben az MTA nagyjutalmát kapta érte)
- Kriticizmus és pozitivizmus (Magyar Philosophiai Szemle, 1884)
- A positiv philosophia rendszere (Magyar Philosophiai Szemle, 1885)
- A philosophiai propedeutika magyar gymnasiumainkban (Magyar Philosophiai Szemle, 1889-90)
- Az értékelmélet feladata s alapproblémái (Budapest, 1900; akadémiai székfoglaló)
- Logika (2. kiad., Budapest, 1901)
- Tapasztalati lélektan (2. kiad., Budapest, 1904)
- A megértés mint a megismerés középponti mozzanata (Budapest, 1910.; akadémiai rendes tagságért való székfoglaló)
- Böhm Károly összegyűjtött művei (Budapest, 1913)
- Lélektan és logika. Középiskolák használatára; átdolg. Tankó Béla; Scholtz Testvérek, Bp., 1928
- Böhm Károly ifjúkori önéletrajza; szerk., bev. Joó Tibor; Prometheus Ny., Szeged, 1930 (Egyetemi Bethlen Gábor Kör (Kolozsvár – Szeged) kiadványai)
- Adalékok egy filozófiai szótárhoz. Böhm Károly hátrahagyott irataiból; szerk. Tankó Béla; Ferencz József-Tudományegyetem Barátainak Egyesülete, Szeged, 1935 (Acta Litterarum ac Scientiarum Regiae Universitatis Hung. Francisco-Iosephinae Sectio phil.)
- A tragikum fejtegetésének logikai sora; Minerva Ny., Kolozsvár, 1943
- Mi a filozófia; vál., bev., jegyz. Ungvári-Zrínyi Imre; Diotima Baráti Társaság, Kolozsvár, 1996
- Logika; szöveggond., bev., jegyz. Gál László; Kriterion, Kolozsvár, 2004 (Téka)

## Szerkesztői munka
- Magyar Philosophiai Szemle (1881-ben alapította, 1881-1885 közt szerk.)

## Díjak
- MTA-nagyjutalom (1911)